# 楊高北路
楊高北路是中華人民共和國上海市浦東新區一條南北走向道路，南至金海路、金科路與楊高中路相連，北至上海外環線海徐路附近與楊高北一路相連，全长11500米，宽50米。道路始建於1956年，最初為楊高路的一部分。1992年更名為楊高北路。途徑金橋出口加工區和外高橋保稅區。2023年年底，杨高北路的洲海路至金海路路段的改建工程2标计划竣工。

## 主要交汇道路（由北向南）
- 外环高速  上海绕城高速接杨高北一路
- 港城路
- 基隆路
- 航津路
- 洲海路
- 五洲大道
- 东靖路
- 巨峰路
- 佳林路/凌河路
- 东陆路
- 金海路（金海高架路）、金科路接杨高中路

## 轨道交通
- 基隆路口：6外高桥保税区北站
- 航津路口：6航津路站
- 洲海路口：6外高桥保税区南站
- 巨峰路口：1221杨高北路站
- 佳林路口：21佳林路站